# 44 Batalion Ochrony Pogranicza
Samodzielny Batalion Ochrony Pogranicza nr 44 – samodzielny pododdział Wojsk Ochrony Pogranicza pełniący służbę ochronną na granicy polsko-niemieckiej.

## Formowanie i zmiany organizacyjne
Na podstawie rozkazu MON nr 055/org. z 20 marca 1948, na bazie Szczecińskiego Oddziału WOP nr 3, sformowano 8 Brygadę Ochrony Pogranicza, a 14 komendę odcinka WOP przemianowano na batalion Ochrony Pogranicza nr 44.
Rozkazem Ministra Obrony Narodowej nr 205/Org. z 4 grudnia 1948, z dniem 1 stycznia 1949, Wojska Ochrony Pogranicza podporządkowano Ministerstwu Bezpieczeństwa Publicznego. Zaopatrzenie batalionu przejęła Komenda Wojewódzka Milicji Obywatelskiej.
Z dniem 1 stycznia 1951, na podstawie rozkazu MBP nr 043/org z 3 czerwca 1951, na bazie 8 Brygady Ochrony Pogranicza, sformowano 12 Brygadę Wojsk Ochrony Pogranicza, a 44 batalion Ochrony Pogranicza przemianowano na 124 batalion WOP.

## Struktura organizacyjna
W nawiasach podano nazwy miejscowości z "wykazu", zmieniono nr strażnicy nr 66 na 67 i dopisano "?" przy strażnicy Karszno 
- dowództwo, sztab i pododdziały przysztabowe – Trzebież[6] 
  - strażnica nr 67 – Myślibórz Wielki
  - strażnica nr 67 – Karszno?
  - strażnica nr 68 – Brzózki [Dwory (Albechsdorf)
  - strażnica nr 69 – Drogoradz (Podgrodzie)
  - strażnica nr 70 – Warnołęka [Placówka (Enteprel)]

## Dowódcy batalionu
- kpt. Stefan Baranowski (?–1952)